# Kunstverein Kunsthaus Potsdam
Der Kunstverein KunstHaus Potsdam e. V. ist ein eingetragener Verein mit Sitz in Potsdam zur Förderung des kulturellen Lebens Potsdams mit Ausstellungen, Diskussionen und Lesungen.

## Geschichte
Auf Initiative mehrerer Künstler und Künstlerinnen sowie Kunstinteressierter wurde der Verein im Jahr 2002 gegründet. Der Verein Kunsthaus Potsdam e. V. hat seinen Sitz im ehemaligen Pferdelazarett der Garde-Ulanen-Kaserne. Im Jahr 2000 erwarben die Künstler Hubertus von der Goltz und Frank Michael Zeidler die zerfallenen Gebäude und bauten sie in Eigeninitiative ohne fremde Mittel zu einem Ort der Kunst um. Dabei ist die ursprüngliche Anlagenstruktur von 1869 und 1924 wiederhergestellt worden. Das jetzt denkmalgeschützte Ensemble beherbergt eine Ausstellungshalle und vier Künstlerateliers.
Ausstellungen wurden gezeigt u. a. mit Armando (Holland), Gerda Meyer-Bernstein (Chicago), Arnulf Rainer (Österreich), Hans Scheib, Bernd Zimmer, Maria Lassnig (Österreich) und Henrik Eiben sowie diverse Themenausstellungen, z. B. „Colour and Paint“, „Nach Strich und Faden“ oder „Künstlerpaare“.
Die Vorstandsvorsitzende des Vereins ist Birgit Möckel.

## Ausstellungen (Auswahl)
- WasserWelt, 2007
- Armando – Potsdamer Geschichten, 2009
- Das Licht / Der Schatten / Die Kunst – 40 Positionen, 2009
- „Ich und Ich“ von Maria Lassnig und ihrer Schülerin Regina Götz, 2010
- Spieglein, Spieglein an der Wand – Frauen in Brandenburg und Preußen, 2010
- „Nach Strich und Faden“ – Die Linie in der Kunst der Gegenwart, 2011
- Hanns Kunitzberger – Abbild ohne Ähnlichkeit, 2012
- Armando, 2016[2]